# Libnotes (Goniodineura) clauda
Libnotes (Goniodineura) clauda is een tweevleugelige uit de familie steltmuggen (Limoniidae). De soort komt voor in het Oriëntaals gebied.